# Liutgarda

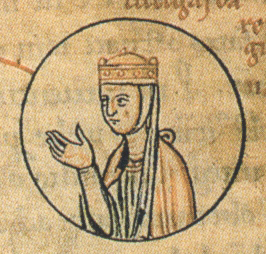
Liutgarda

Liutgarda de Saxonia n. 845 d.Hr. – d. 30 noiembrie 885 d.Hr. a fost soția și regina lui Ludovic cel Tânăr, rege franc al Saxoniei și al Franciei răsăritene.
Liutgarda era fiica lui Liudolf, duce al saxonilor de est și strămoșul Liudolfingilor, cu Oda Billung (n. 805–806 - d. 17 mai 913).
Ea a fost căsătorită cu Ludovic cel Tânăr, unul dintre fii regelui Ludovic Germanul. Ludovic cel Tânăr se logodise anterior cu o fiică a contelui în 29 noiembrie 874 la Aschaffenburg. Cu Ludovic, Liutgarda a avut doi copii: Ludovic (877–879) și Hildegarda (c. 879–after 899), aceasta din urmă devenind călugăriță în Chiemsee, în Bavaria.
După moartea soțului, Liutgarda s-a recăsătorit în 882 cu ducele Burchard I de Suabia, cu care a avut tot doi copii: Burchard al II-lea de Suabia și Udalrich von Schwaben (n. între 884 și 885, d. 30 septembrie 885).
Liutgarda s-a remarcat prin ambiția sa politică.